# Přeborovice
Přeborovice jsou osada, základní sídelní jednotka Čejetice v okrese Strakonice v Jihočeském kraji, k níž ze západu přiléhá. Nacházejí se asi 10 km východně od Strakonic. Také Přeborovicemi protéká řeka Otava.

## Pamětihodnosti
Na levém břehu Otavy je zde od roku 2007 v činnosti malá vodní elektrárna o výkonu 220 kWh.
Památkově chráněny jsou kaplička na návsi a boží muka u nádraží.